# Anadolu Kartalları
Anadolu Kartalları (în traducere „Vulturii Anatoliei”) este un film tucesc din 2011, regizat de Ömer Vargi și produs de Fida Film. În rolurile principale aflându-se Engin Altan în rolul lui Kemal Tanaçan, Cagatay Ulusoy în rolul lui Ahmet Onur si Özge Özpirincci în rolul lui Ayșe Dinçer.
Filmul a fost realizat cu ajutorul aviației turcești.

## Sinopsis
Filmul începe a-l prezenta pe Ahmet,cu iubita lui, Burcu (interpretata de Hande Subași)! Ahmet Onur se pregătește să facă școala de aviație. Prietena lui îl susține. Aceasta îl conduce până la școală,oferindu-i eșarfa ei. La început, Kemal Tanaçan,instructorul lui Ahmet,este mai dur,întrebându-l ce a lansat prima oară în aer,iar Ahmet s-a gândit la un avion,dar de fapt era un zmeu. Ayșe îi este mereu aproape prietenului său,la fel ca și ceilalți. După multe probe,vor obține fiecare câte un zbor singuri. Primul fericit de acest lucru este Ayșe. Burcu îl mai vizitează pe iubitul său,chiar dacă acesta se mai opune.Relația dintre Ahmet și Kemal se mai domolește,instructorul împrumutandu-i mașina sa lui Ahmet,pentru a o impresiona pe Burcu. La un moment dat,apare o fata,Ozlem(interpretată de Ekin Türkmen)care este pictoriță si ajunge la școala de aviație ca psiholog. Ahmet are si el parte de primul zbor solo. Cu o seară in urmă,s-a intâlnit cu familia sa,iubita și prietenii. Înainte de primul zbor singur,primește un telefon de la mama sa,care-i spune că tatăl său nu se simte bine,dar tatăl îl încurajează să se ducă să zboare. În timp ce Ahmet zbura,tatăl său murise. După zbor,primește vestea tragică de la instructorul său. Relația cu Burcu se răcește,când aceasta îl vede pe Ahmet în compania lui Ozlem,care-i luase eșarfa dăruită de  Burcu. Aceasta se supără foarte tare. Ei nu și-au mai vorbit,iar Ahmet vrând să-i facă o surpriză, se duce la școala de muzică,unde o vede cu un băiat. Din cauza acestui lucru si a morții tatălui său,Ahmet este tot timpul bosumflat. Mama sa îl încurajează,reușind să-l convingă să zboare. Ayșe se căsătorește,iar la nunta acesteia este invitat Ahmet,precum și Burcu. Kemal Tanaçan este plecat,iar mașina este în grija lui Ahmet. El se duce la nunta prietenei sale,însoțit de Ozlem. Burcu vine și ea,iar Ahmet reușește să o găsească singură și să-i spună că ea este cea care-l mai ține pe Pământ,pentru că-i ține ața,precum unui zmeu,ce trebuie să se intoarcă,dar aceasta pleacă,lăsându-l pe Ahmet să înțeleagă un refuz. Ahmet devenise și el instructor. Acesta este de acord să piloteze un Phoenix. Înainte de a pleca,o vede pe Burcu,care avea ața legată de deget și venise să-l încurajeze. După câteva minute de zbor,avionul are probleme,dar Ahmet nu vrea să lase avionul,vrând să aterizeze. Într-un final,reușește să aterizeze. Filmul se termină in momentul când Ahmet Onur a reusit să aterizeze,Kemal se intoarce,iar elevul său îi înapoiaza mașina ce fusese reparată,iar Burcu și Ahmet se impacă!